# シアトル系コーヒー
シアトル系コーヒー（シアトルけいコーヒー）は、アメリカ合衆国ワシントン州シアトルを中心に、アメリカ西海岸から発展したスターバックスなどのスペシャルティコーヒー。
従来の浅く焙煎したコーヒー豆を使うアメリカン・コーヒーと異なり、イタリアのカフェやバールなどで提供されるエスプレッソをベースとしたコーヒーにアレンジを加えたもの。

## 代表的なシアトル系コーヒーショップ
- スターバックス[1]
- シアトルズベストコーヒー[1]
- タリーズコーヒー[1]
- ピーツ・コーヒー&ティー - 創業地はバークレー
- カフェアパショナート
- ブレンズコーヒー
- ZOKA
- ジャワコーヒー&ティー
- マックカフェ[2] - マクドナルド系列
- cafe andonand - ミスタードーナツ系列
- CAFE RESTO - ヤマダ電機系列

日本のコーヒーショップエクセルシオール カフェなども、業態が似ていることからシアトル系として分類されることがある。